# Forceville
Forceville là một xã ở tỉnh Somme, vùng Hauts-de-France, Pháp.

## Địa lý
Thị trấn này tọa lạc trên đường D938, khoảng 20 dặm Anh về phía tây bắc của Amiens.

## Dân số
| 1962                                                           | 1968 | 1975 | 1982 | 1990 | 1999 |
| -------------------------------------------------------------- | ---- | ---- | ---- | ---- | ---- |
| 202                                                            | 203  | 199  | 181  | 182  | 161  |
| Số liệu điều tra dân số từ năm 1962, dân số không tính hai lần |      |      |      |      |      |

## Places of interest

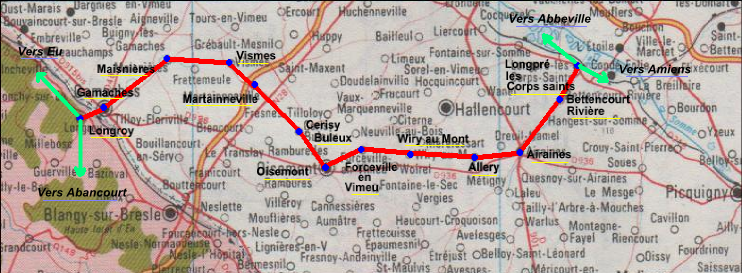
Bản đồ tuyến đường sắt cũ

- Tuyến đường ray cũ [1]